# Music for Cougars
Music for Cougars è il sesto album in studio del gruppo musicale alternative rock statunitense Sugar Ray, pubblicato nel 2009.

## Tracce
1. Girls Were Made to Love (featuring Collie Buddz) – 3:38
2. Boardwalk – 3:26
3. She's Got The (Woo-Hoo) – 3:35
4. Love Is the Answer – 3:57
5. Rainbow – 3:17
6. Closer – 3:33
7. When We Were Young – 3:21
8. Going Nowhere – 2:49
9. Love 101 – 3:17
10. Last Days – 3:33
11. Morning Sun – 3:44
12. Dance Like No One's Watchin' (featuring Donavon Frankenreiter) – 3:53